# نادي خواريز
نادي خواريز لكرة القدم (بالإسبانية: Fútbol Club Juárez)‏ هو نادي كرة قدم مكسيكي مقره في مدينة ولاية تشيواوا، سيوداد خواريز الذي ينافس حاليًا في الدوري المكسيكي الممتاز.

## وصلات خارجية
- الموقع الرسمي
 (بالإسبانية)